# Goes (Montevideo)
Goes es uno de los 62 barrios oficialmente reconocidos de Montevideo, capital de Uruguay. Dividido políticamente entre los Municipios B y C, limita al sur con Villa Muñoz, al este con La Figurita, al norte con Jacinto Vera y al oeste con Reducto. 
El barrio fue fundado por inmigrantes judíos, españoles e italianos que llegaron a Montevideo a principios del siglo XX, y con el paso de los años se convirtió en un área residencial de clase media. La misma es incluida en el conocido como «barrio de los judíos»; en las manzanas limítrofes con Villa Muñoz se emplaza una concurrida zona comercial.

## Historia

### Antecedentes

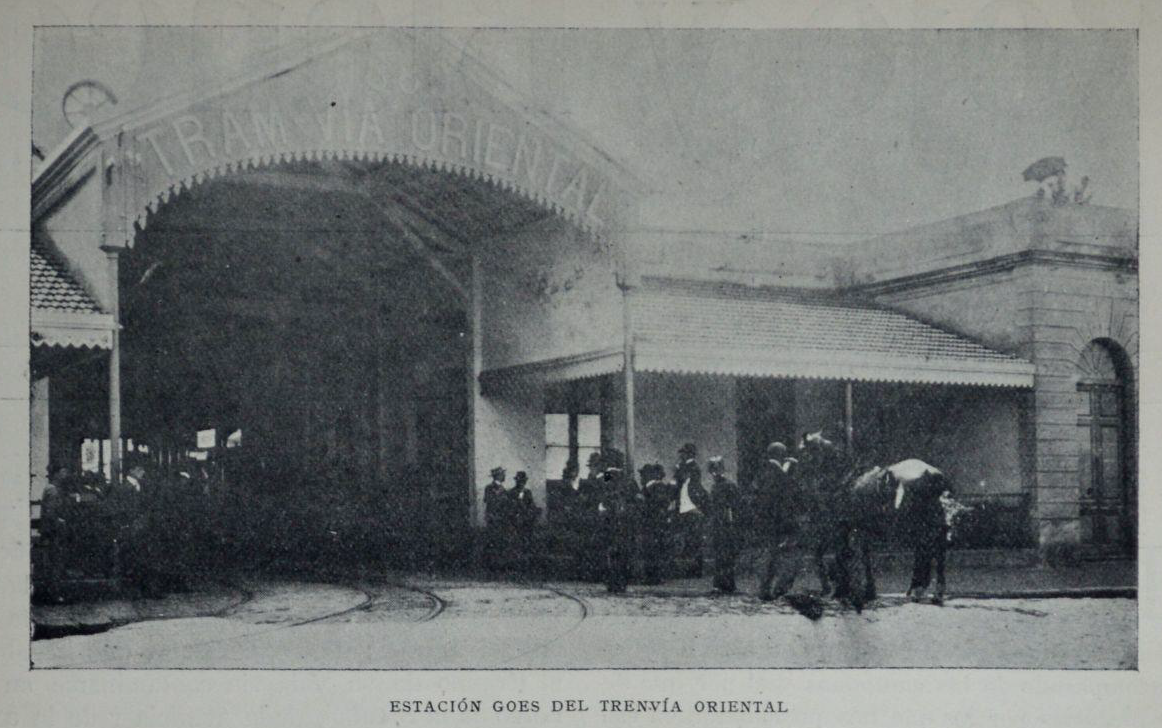
Primitiva edificación de la Estación Goes

El 20 de diciembre de 1866 se denominó "Camino Goes" a uno de los caminos de entrada a Montevideo, derivado de su cruce por un viejo comercio existente en la esquina formada por las actuales avenidas General Flores y General Garibaldi; y su nombre rinde tributo a los hermanos Scipión Vicente Goes, quienes habían introducido en el siglo XVI animales a la región.
Del traslado de la feria de productos agrícolas y ganaderos desde la plaza Cagancha a la plaza Sarandí, iba a derivar el origen del barrio.
En 1866, el gobierno del General Venancio Flores, obtuvo amplios terrenos de los hermanos Guerra para trasladar a la plaza Sarandí el Mercado de Frutos, el mismo se inauguró al finalizar dicho año, y englobaba en su seno a la Plaza de Carretas, limitada por las actuales calles Isidoro de María (al norte), José L. Terra (al este), Yatay (al sur) y Marcelino Sosa (al oeste).
Alrededor de la plaza-feria denominada General Flores, comenzaron a aparecer abundantes y modestos locales, principalmente almacenes, pulperías para la diversión nocturna, corralones para la protección de bueyes y caballos, fondas y posadas para comida y cama de troperos y carreteros, y barracas de acopio para resguardar los frutos de las inclemencias del tiempo y de ladrones. Predominaban las casas de material sobre los ranchos.
El camino Goes conserva en su historia innumerables episodios militares de la ciudad, por él se retiraron el 12 de diciembre de 1812, las fuerzas de Vigodet, derrotadas por el General José Rondeau en el Cerrito de la Victoria, buscando amparo tras las murallas de la ciudad. Dicho camino fue vía de transporte del ejército del General Manuel Oribe, quien puso sitio a Montevideo en febrero de 1843, y en él se desarrollaron episodios bélicos como el de la muerte del coronel Marcelino Sosa, caído en un lugar cercano a la playa de la Aguada, que luego desapareció por causa de las obras de construcción del puerto de Montevideo.

### Consolidación del barrio

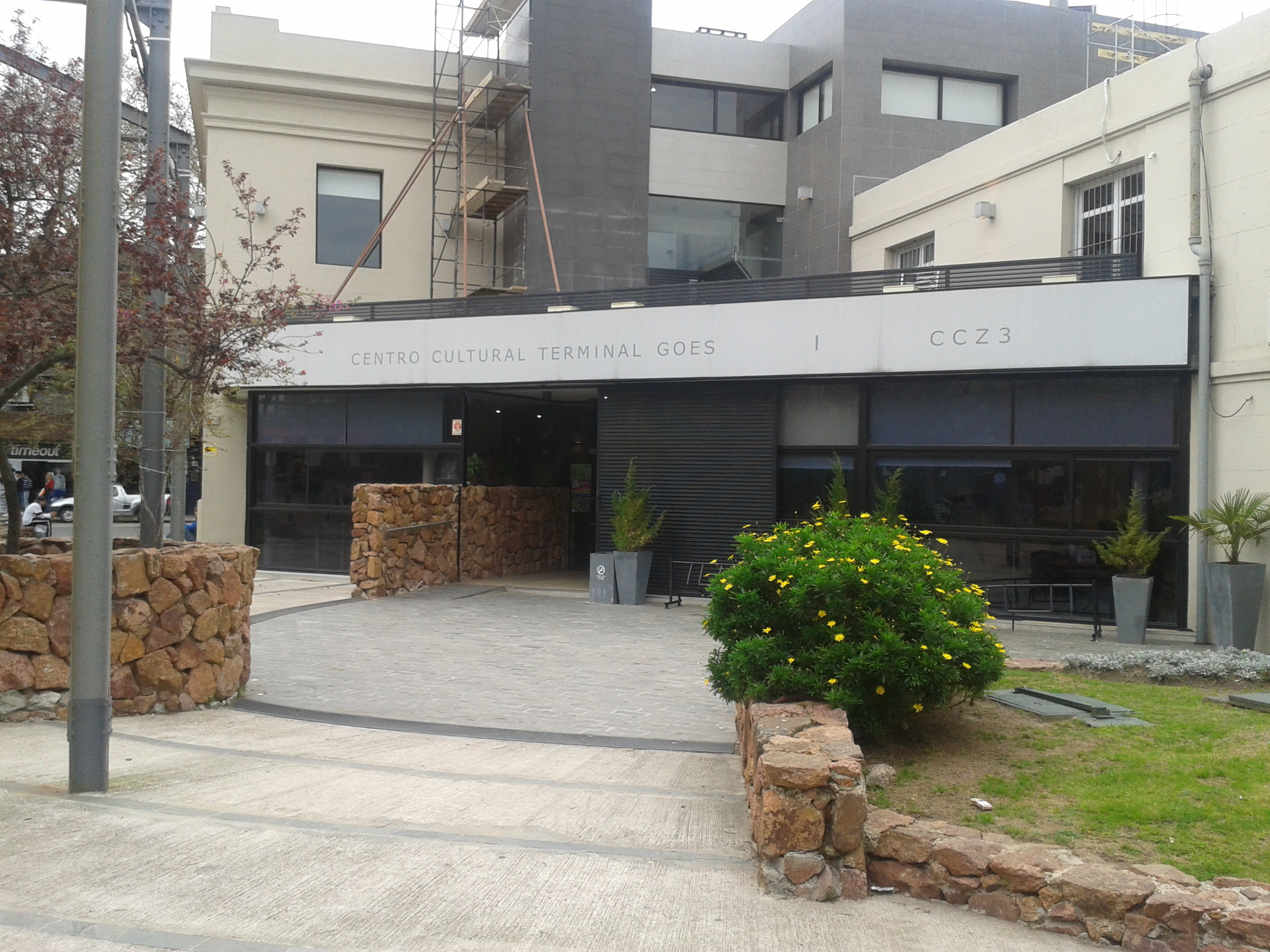
Centro Comunal Zonal N°3

Goes fue uno de los principales barrios que ofreció a miles de inmigrantes un lugar donde habitar, trabajar, criar a sus hijos y los espacios para la convivencia, con sitios para el ocio y la recreación, el comercio, la educación en todos sus niveles, los talleres y las industrias que ofrecían cientos de empleos. El barrio fue adquiriendo su identidad actual llegando a reunir en unas cuantas manzanas a una buena cantidad de los mejores edificios de Montevideo, los mejores ejemplos de viviendas populares con una gran calidad urbana y una gran variedad del comercio mayorista y minorista. 
Sus primeros habitantes fueron inmigrantes de clase trabajadora, entre los que destacan los españoles, italianos y judíos de diversas nacionalidades. Esta última colectividad se convirtió en una de las más prominentes y de las que mayor aporte dio a la identidad del barrio, principalmente en las zonas más cercanas al vecino Villa Muñoz, que pasó a ser conocido como el "barrio de los judíos", por la gran comunidad asquenazí que allí se asentó. Esta zona comercial fue la que "sobrevivió" al declive económico del barrio. En la década de 1970 comenzó el despoblamiento, acentuándose en la crisis del 2002, con el cierre de talleres, fábricas y grandes tiendas ubicadas sobre la avenida General Flores.
En la década del 2000 se realizaron varios proyectos de recuperación urbana y revitalización social, mediante la instalación de nuevos servicios y emprendimientos inmobiliarios.

### Edificaciones destacadas

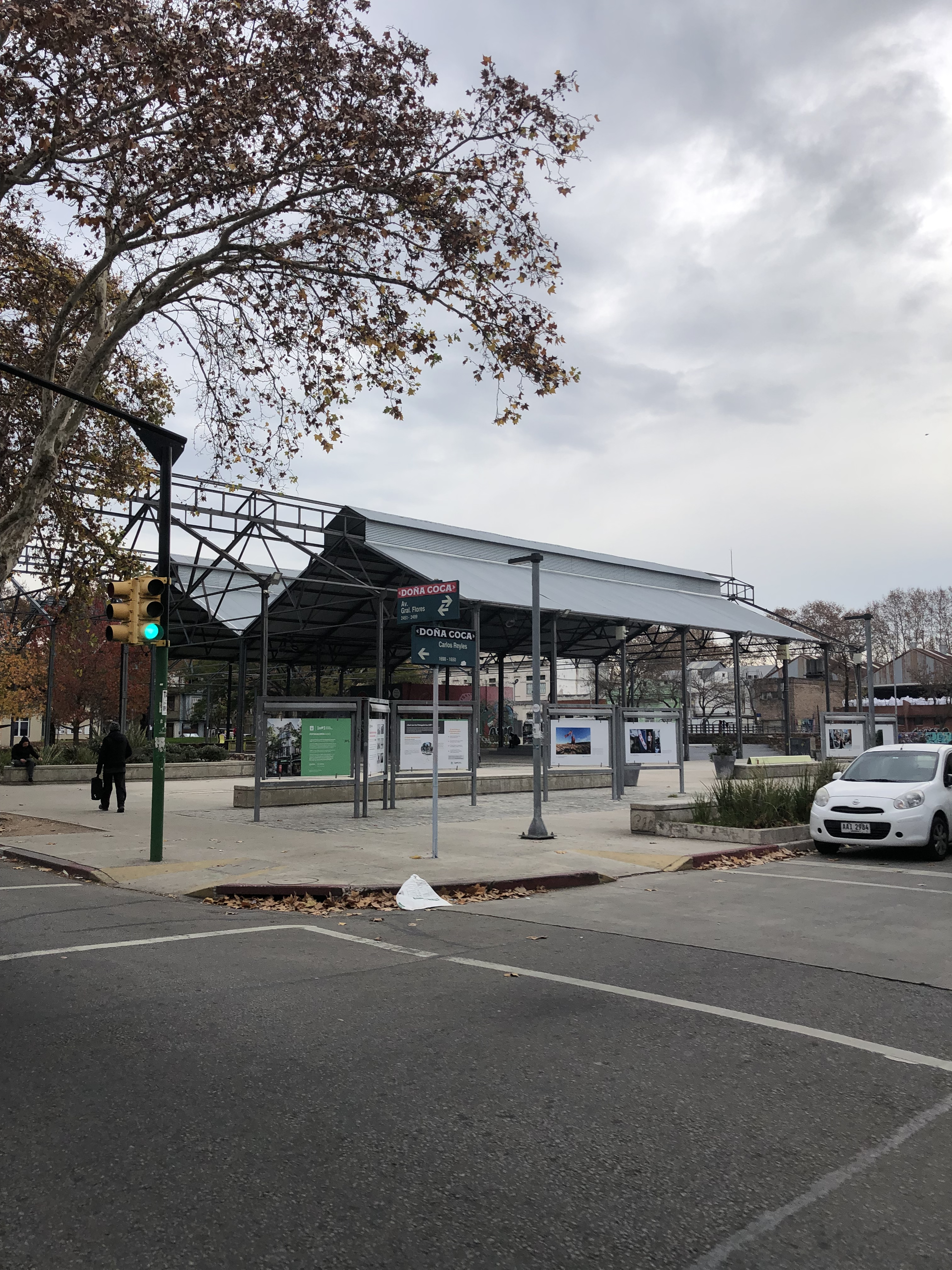
Estación Goes convertida en plaza y centro cultural.

En el año 1904 se da inicio a las obras de la Facultad de Medicina.
Con aire Parisino, en el año 1906 se comienza la edificación del Mercado Agrícola; fue durante décadas el motor de Goes, una gran ayuda para su desarrollo económico y el principal abastecedor de Montevideo, Fue inaugurado y puesto en funcionamiento en 1913. Un mercado confortable, con un diseño que demostraba que Goes estaba en sintonía con la modernidad.

### Bares y boliches del antiguo barrio Goes
El centro del barrio era el "Viejo Café Vaccaro", al lado estaba ubicada la cervecería "Viena", un local pequeño con una barra y altas butacas. Entre las calles José L. Terra y Blandengues estaba ubicada la popular cantina de Roque Santucci, frente a la Estación de tranvías, el bar "Caballero". A pocos metros, estaba el que primero se llamó "Gran Café, Bar y Restaurante Los Vascos" y luego se popularizó con el nombre "El Llano". Por la calle Garibaldi se ubicaban el bar "El Faro" y la antigua sede de la IASA con su tradicional cantina. Algunos de estos boliches aún siguen abiertos como lo es el llamado "La Amistad", ubicado en José L. Terra y Domingo Aramburú. En la calle Marcelino Sosa y Guadalupe se encuentra una de las mayores distribuidora de alimentos que lleva más de 30 años en el barrio.su nombre es " Quesería Quesema".

### Deporte
El Club Atlético Goes ganó el Campeonato Federal de Básquet en 1939, 1947, 1958 y 1959.